# Starrucca
Starrucca is een plaats (borough) in de Amerikaanse staat Pennsylvania, en valt bestuurlijk gezien onder Wayne County.

## Demografie
Bij de volkstelling in 2000 werd het aantal inwoners vastgesteld op 216.
In 2006 is het aantal inwoners door het United States Census Bureau geschat op 222, een stijging van 6 (2.8%).

## Geografie
Volgens het United States Census Bureau beslaat de plaats een oppervlakte van
22,7 km², waarvan 22,6 km² land en 0,1 km² water. Starrucca ligt op ongeveer 400 m boven zeeniveau.

## Plaatsen in de nabije omgeving
De onderstaande figuur toont nabijgelegen plaatsen in een straal van 16 km rond Starrucca.